# Кірім
Кірім (кор. 기림, 基臨, Girim, Kirim; пом. 310) — корейський правитель, п'ятнадцятий володар (ісагим) держави Сілла періоду Трьох держав.
Самгук Сагі називає Кіріма онуком чи праонуком вана Чобуна. Зайняв трон 298 року після смерті вана Юрє.
308 року він перейменував свою державу на Сілла, до того вона називалась Сароґук або Сорапол.